# Días felices (serie de televisión)
Días felices (en Latinoamérica) o Viviendo a tope (en España) (en inglés Happy Days) es una sitcom estadounidense emitida por ABC del 15 de enero de 1974 al 19 de julio de 1984, con un total de 255 episodios de media hora que abarcan 11 temporadas. Creada por Garry Marshall, fue una de las series más exitosas de la década de 1970. 

## Argumento
La serie presentaba una visión idealizada de la vida en la década de 1950 y principios de la década de 1960 en el medio oeste de Estados Unidos, girando en torno a una familia de Wisconsin, los Cunningham. La serie fue protagonizada por Ron Howard como Richie Cunningham, Henry Winkler como su amigo Arthur "Fonzie" Fonzarelli y Tom Bosley y Marion Ross como los padres de Richie, Howard y Marion Cunningham . Aunque recibió críticas mixtas de los críticos, Happy Days se volvió exitoso y popular con el tiempo.  
La serie comenzó como un piloto no vendido protagonizado por Howard, Ross y Anson Williams, que se emitió en 1972 como un segmento titulado "Love and the Television Set" (luego retitulado "Love and the Happy Days" para su distribución) en el programa de antología de ABC Love, American Style. Basado en el piloto, el director George Lucas eligió a Howard como protagonista de su película American Graffiti de 1973, lo que provocó que ABC volviera a interesarse por el piloto. Las dos primeras temporadas de Happy Days se centraron en las experiencias y dilemas del "adolescente inocente" Richie Cunningham, su familia y sus amigos de la escuela secundaria, intentando "representar honestamente una mirada nostálgica a la adolescencia".
Inicialmente fue un éxito moderado, pero los ratings de la serie comenzaron a caer durante su segunda temporada, lo que provocó que Marshall la reestructurara. Las dos primeras temporadas de la serie se rodaron en un solo set y con risas enlatadas, en la línea de una sitcom común. A partir de la tercera temporada se pasó a tres sets de rodaje (la casa de los Cunningham y el restaurante drive-in Arnolds) y público en directo. El nuevo formato enfatizó la comedia amplia y destacó el personaje anteriormente secundario de Fonzie, quien tras la salida de Howard en 1980, se transformó en el protagonista de la serie. Después de estos cambios, Happy Days se convirtió en el programa número uno de la televisión en 1976-1977, Fonzie se convirtió en uno de los personajes más comercializados de la década de 1970 y Henry Winkler se convirtió en una estrella importante. 
La larga duración y éxito de Happy Days propició la existencia de spin-offs como Laverne & Shirley, Joanie Loves Chachi o Mork & Mindy.

## Personajes

### Reparto principal
| Actor          | Personaje                  | Descripción                                                                                |
| -------------- | -------------------------- | ------------------------------------------------------------------------------------------ |
| Ron Howard     | Richie Cunningham          | El hijo del medio de Cunninghams, protagonista principal de las primeras siete temporadas. |
| Marion Ross    | Marion Cunningham          | la madre de los Cunninghams                                                                |
| Anson Williams | Warren "Potsie" Weber      | La mejor amigo mundana de Richie                                                           |
| Tom Bosley     | Howard Cunningham          | el padre de los Cunninghams                                                                |
| Henry Winkler  | Arthur "Fonzie" Fonzarelli | Un tipo duro y motero                                                                      |
| Donny Most     | Ralph Malph                | genial mujeriego que conduce un Hot Rod                                                    |
| Erin Moran     | Joanie Cunningham          | El tercer hijo y única hija de los Cunninghams                                             |
| Al Molinaro    | Al Delveccio               | el segundo dueño de Arnold's                                                               |
| Scott Baio     | Charles "Chachi" Arcola    | primo de Fonzie                                                                            |
| Linda Purl     | Ashley Pfister             | La novia de Fonzie en la temporada 10                                                      |

### Otros personajes
| Actor            | Personaje                  | Descripción                                    |
| ---------------- | -------------------------- | ---------------------------------------------- |
| Gavan O'Herlihy  | Charles "Chuck" Cunningham | El primer (y olvidada) nino de los Cunninghams |
| Randolph Roberts | Charles "Chuck" Cunningham | El primer (y olvidada) nino de los Cunninghams |
| Pat Morita       | Matsuo "Arnold" Takahashi  | el primer (y original) propietario de Arnold's |
| Cathy Silvers    | Jenny Piccalo              | la mejor amiga de Joanie                       |
| Lynda Goodfriend | Lori Beth Allen-Cunningham | novia y después mujer de Richie                |

## Retransmisiones Internacionales

### Perú:Días FelicesenPanamericana TV
Luego de muchos años, la serie vuelve a ser emitida en Perú a través de Panamericana TV, desde el 17 de abril de 2017. De lunes a viernes, a las 08:00 PM. Con imagen y audio remasterizado. Considerando inclusive capítulos inéditos en Latinoamérica.

### América Latina:Días FelicesenThe Warner Channel
La serie vuelve a ser emitida en Latinoamérica a través de The Warner Channel comienzo al sábados y domingos, desde 1995 hasta el final de 2001.

### América Latina:Días FelicesenFox Kids
La serie vuelve a ser emitida en Latinoamérica a través de Fox Kids comienzo de lunes a viernes a la medianoche en el bloque Insomnia, desde 2001 hasta el inicio de 2002.

### América Latina:Días Felicesen la franja deNick at Nite
La serie fue emitida en el bloque Nick at Nite de Nickelodeon en Latinoamérica, empezó a emitirse desde el 7 de marzo de 2009 y dejó de emitirse el 5 de abril de 2010.

### España:Viviendo a tope
Pese a su éxito internacional, en España solo fue estrena por Tele 5 en 1992 y luego fue  emitida entre 1998 y 1999 por el ya desaparecido canal Álbum TV, de la plataforma de pago Canal Satélite Digital. 

## Repercusión y cultura popular.

### -Video "Buddy Holly"
El año 1994 la banda de Punk Rock Weezer lanza el videoclip de su canción Buddy Holly. En dicho videoclip los miembros de la banda interactúan con los personajes del elenco de la serie Happy Days utilizando fragmentos de la serie. 
Dicho video fue tan importante en la cultura popular que fue incluido como contenido de multimedia en la versión oficial de Windows 95.

### -Concepto "Salto de Tiburón"
En las producciones audiovisuales, se conoce como "Salto de Tiburón" cuando en una serie de TV se sucede un evento inesperado o absurdo que puede indicar que la serie ya perdió su norte original. 
Este concepto tomó su nombre cuando en el primer episodio de la quinta temporada de la serie Happy Days, el personaje de Fonzie (Henry Winkler) practicaba esquí acuático vistiendo un traje de baño y su clásica chaqueta de cuero, logra saltar un tiburón sobre una rampa generando una situación absurda y graciosa que quedó grabada en la memoria de los televidentes estadounidenses como algo surrealista.
Debemos entender que en sus inicios, esta serie se enfocaba en una idealización de la vida en la década de los cincuenta visto a través de los ojos del ingenuo personaje de Richie (Ron Howard). Sin embargo, ante la inminente renuncia de Howard al elenco de la serie, el personaje de Fonzie (Quien en sus inicios era el antagonista) es quien debe asumir el un rol más protagónico. 
Es así como "El salto de tiburón" se convierte en una escena absurda, pero relevante para destacar el espíritu valiente y aventurero de Fonzie.

## Premios y nominaciones

### Globos de Oro[9]
| Año  | Edición | Premio                                                            | Nominado       | Resultado |
| ---- | ------- | ----------------------------------------------------------------- | -------------- | --------- |
| 1977 | 34.ª    | Mejor serie de TV - Comedia o musical                             |                | Nominada  |
| 1977 | 34.ª    | Mejor actor principal en serie de TV - Comedia o musical          | Henry Winkler  | Ganador   |
| 1978 | 35.ª    | Mejor actor principal en serie de TV - Comedia o musical          | Ron Howard     | Ganador   |
| 1978 | 35.ª    | Mejor actor principal en serie de TV - Comedia o musical          | Henry Winkler  | Ganador   |
| 1983 | 40.ª    | Mejor actor secundario en una serie, miniserie o película para TV | Anson Williams | Nominado  |

### Premios Emmy[9]
| Año  | Edición | Premio                                      | Nominado      | Resultado |
| ---- | ------- | ------------------------------------------- | ------------- | --------- |
| 1975 | 28      | Mejor actor principal en Serie de Comedia   | Henry Winkler | Nominado  |
| 1976 | 29      | Mejor actor principal en Serie de Comedia   | Henry Winkler | Nominado  |
| 1977 | 30      | Mejor actor principal en Serie de Comedia   | Henry Winkler | Nominado  |
| 1977 | 30      | Mejor actor de reparto Serie de Comedia     | Tom Bosley    | Nominado  |
| 1977 | 30      | Mejor dirección en Serie de Comedia         | Jerry Paris   | Nominado  |
| 1978 | 31      | Mejor actriz de reparto en Serie de Comedia | Marion Ross   | Nominada  |
| 1980 | 33      | Mejor dirección en Serie de Comedia         | Jerry Paris   | Nominado  |
| 1983 | 36      | Mejor actriz de reparto en Serie de Comedia | Marion Ross   | Nominada  |